# Hans Howaldt
Hans Howaldt (12 de novembro de 1888 — 6 de setembro de 1970) foi um velejador e comandante de submarino alemão, medalhista olímpico altamente condecorado na Marinha Imperial Alemã durante a Primeira Guerra Mundial e também ativo na Segunda Guerra Mundial. Ele competiu nos Jogos Olímpicos de Verão de 1936 na classe 8 Metre e conquistou a medalha de bronze na disputa realizada a bordo do Germania III com Fritz Bischoff, Alfried Krupp von Bohlen und Halbach, Eduard Mohr, Felix Scheder-Bieschin e Otto Wachs.
No final da Primeira Guerra, ele foi promovido a Kapitänleutnant. Após a guerra, ele e seus filhos se dedicaram à reconstrução do negócio da família Heinrich Zeiss KG.